# یواس‌اس لئون (ای‌پی‌ای-۴۸)
یواس‌اس لئون (ای‌پی‌ای-۴۸) (به انگلیسی: USS Leon (APA-48)) یک کشتی بود که طول آن ۴۹۲ فوت (۱۵۰ متر) بود. این کشتی در سال ۱۹۴۳ ساخته شد.